# I Won't Say (I'm in Love)
I Won't Say (I'm in Love) é a música-tema de amor do filme da Walt Disney Animation Studios de 1997 Hércules. A canção foi composta por Alan Menken e David Zippel e gravada originalmente por Susan Egan no papel de Mégara junto com As Musas fazendo vocal de apoio. Uma versão pop da canção foi gravada pela cantora americana Belinda Carlisle e pelo grupo The Cheetah Girls para o álbum DisneyMania 3.
No Brasil, a canção recebeu o título Não Direi, tendo Kika Tristão como a voz de Mégara e Rosa Marya Colin, Kacau Gomes, Marya Bravo, Sabrina Korgut e Kiara Sasso como as vozes das Musas. A versão brasileira foi aclamada pela crítica, dando a Kika Tristão o prêmio de melhor cantora dubladora da América Latina pela Disney, sendo a primeira vez que o Brasil ganhou o prêmio. Em Portugal, recebeu o título Eu Nem Sei Se é Amor, sendo interpretada por Carla de Sá como a voz de Mégara e Sara Tavares, Sandra Fidalgo, Ana Paula Oliveira, Susana Félix e Rita Guerra como as vozes das Musas.

## Versão deThe Cheetah Girls
I Won't Say (I'm in Love) é o primeiro single do álbum Disneymania 3, apresentada pelo grupo The Cheetah Girls. A canção estreou na Rádio Disney e o single foi lançado em 14 de fevereiro de 2005, especialmente no Dia dos Namorados nos Estados Unidos. Essa é a primeira canção gravada pelo grupo sem a participação de Raven-Symoné. Uma versão remix intitulada de GRRL Power Remix foi lançada apenas na Rádio Disney. Essa mesma versão foi incluída mais tarde no álbum DisneyRemixMania.

### Lista de faixas
1. "I Won't Say (I'm in Love)"
2. Radio Disney interview with The Cheetah Girls